# Rebecca-Syndrom
Das Rebecca-Syndrom bezeichnet eine pathologische Form von Eifersucht, die sich auf den ehemaligen Partner oder die ehemalige Partnerin des aktuellen Partners bezieht. Der Begriff wurde vom englischen Psychoanalytiker Darian Leader geprägt und bezieht sich auf den Roman „Rebecca“ von Daphne du Maurier. Die dabei auftretenden irrationalen Empfindungen und zwanghaften Gedanken können sich negativ auf die Partnerschaft auswirken. Es handelt sich nicht um eine eigenständige medizinische Diagnose, sondern um einen Begriff der Umgangssprache.

## Definition
Das Rebecca-Syndrom beschreibt eine intensive Form von Eifersucht, die auf den Ex-Partner oder die Ex-Partnerin des aktuellen Partners gerichtet ist.
Diese Art der Eifersucht wird auch als retroaktive oder retrograde Eifersucht bezeichnet.
Betroffene zeigen dabei übersteigerte, oft zwanghafte Eifersucht auf die früheren Beziehungen ihres Partners, die häufig ohne rationale Grundlage besteht. Die US-amerikanische Psychologin Louise Goddard-Crawley beschreibt das Rebecca-Syndrom zusammenfassend als obsessive Fixierung auf den Partner und dessen frühere Partnerschaften.
Obwohl das Rebecca-Syndrom umgangssprachlich häufig als „Syndrom“ bezeichnet wird, handelt es sich um keine eigenständige Diagnose im medizinischen Sinn. Es zeigt jedoch in bestimmten Aspekten Ähnlichkeiten mit Zwangsstörungen.
Sowohl in der Alltagssprache als auch in der Wissenschaft wird der Begriff bereits seit den 1950er oder 1960er Jahren verwendet. Ein genaues Datum der Erstverwendung ist nicht bekannt.

### Anzeichen
Die retrospektive Eifersucht im Zusammenhang mit dem Rebecca-Syndrom führt häufig zu einer intensiven Auseinandersetzung mit der Vergangenheit des Partners aus. Zu den typischen Anzeichen zählen unter anderem:
- ständige Gedanken an den Ex-Partner des aktuellen Partners
- Vergleiche mit den ehemaligen Partnern
- Vorwürfe und Abwertung des aktuellen Partners aufgrund der früheren Partnerschaften
- Überwachendes Verhalten (z. B. Durchsuchen von Handys)[4]
- Befürchtung, dass der aktuelle Partner noch Gefühle für den Ex-Partner haben könnte
- Frustration nicht der erste Partner des aktuellen Partners zu sein
- Eifersucht bezüglich Unternehmungen und Erlebnissen in früheren Beziehungen[8]

Die Betroffenen neigen dabei zu kontrollierenden oder aufdringlichen Verhaltensweisen. Weitere typischen Anzeichen sind Misstrauensgedanken oder paranoiden Überzeugungen, dass die aktuelle Beziehung durch den Ex-Partner gefährdet sein könnte. Der Ursprung des Rebecca-Syndroms wird häufig in ungelösten Bindungsproblemen gesehen.

### Abgrenzung zwischen Eifersucht und retroaktiver Eifersucht
Die beim Rebecca-Syndrom beobachtete Eifersucht ist eine retroaktive Form der Eifersucht. Während Eifersucht üblicherweise auf wahrgenommene Bedrohungen in der Gegenwart oder Zukunft abzielt, wie etwa die Sorge vor Untreue des Partners, richtet sich retroaktive (oder retrograde) Eifersucht auf die Vergangenheit des Partners und dessen frühere Beziehungen.

## Ursprung des Begriffes
Der Name des „Rebecca-Syndroms“ geht auf den Roman Rebecca der englischen Autorin Daphne du Maurier zurück, der im Jahr 1938 veröffentlicht wurde. In ihrem Werk heiratet eine junge, unsichere Frau einen wohlhabenden Witwer. Nach der Hochzeit beginnt die Protagonistin sich unentwegt mit der verstorbenen Ehefrau ihres Mannes namens Rebecca, zu vergleichen. Die frühere Frau ihres Ehemanns wird von den Bediensteten des Paares idealisiert, was die Selbstzweifel und Eifersucht der Protagonistin bestärken. Dieser Vergleich gibt ihr das Gefühl Rebecca niemals ebenbürtig zu sein, was in Unsicherheit und krankhafte Eifersucht mündet und schließlich zum Ende der Ehe führt. Das Buch wurde später von Alfred Hitchcock verfilmt.
Die Verfilmung des gleichnamigen Bestsellerromans im Jahr 1940 war Hitchcocks erstes Projekt nach seinem Umzug nach Hollywood und wurde mit zwei Oscars ausgezeichnet. Zuletzt wurde das Werk von du Maurier im Oktober 2020 von Netflix neu verfilmt.

### Psychologischer Hintergrund
Der Begriff „Rebecca Syndrom“ findet sich unter anderem in der Verhaltens- und Beziehungspsychologie. In diesem Zusammenhang wird die Bezeichnung oft als Metapher eingesetzt, um übersteigerte Unsicherheiten und obsessives Verhalten in romantischen Partnerschaften zu beschreiben. Der Begriff beinhaltet außerdem Muster von Kontrollverhalten und unausgeglichenen Machtstrukturen.
Besonders häufig tritt das Rebecca Syndrom bei Menschen auf, die zu intensiven emotionalen Bindungen neigen und ein starkes Bedürfnis danach haben, sich mit anderen Personen zu identifizieren. Auch niedriges Selbstwertgefühl oder eine unsichere Selbstwahrnehmung sind Risikofaktoren, die Personen anfälliger dafür machen, sich besonders stark in Beziehungen zu engagieren. Darüber hinaus kann auch mangelndes Selbstvertrauen kann bei der Entstehung des Syndroms eine Rolle spielen.
Der Psychotherapeut Toby Ingham weist auf die Relevanz von ungelösten Verlustängsten oder frühen, traumatischen Bindungserfahrungen hin. Dadurch nehmen die Betroffenen den früheren Partner des aktuellen Partners als Bedrohung war, was in Unsicherheiten, übermäßiger Eifersucht und ständigen Vergleichsprozessen mit den früheren Partnern führen kann.
Negative Bindungserfahrungen in der Kindheit, ein unsicherer Bindungsstil und niedriges Selbstwertgefühl gelten allgemein als Faktoren, die mit einer erhöhten Anfälligkeit für Eifersucht in romantischen Beziehungen assoziiert werden.

## Gesellschaftliche Einflüsse
Das Rebecca-Syndrom tritt heutzutage vermutlich häufiger auf als in früheren Generationen. Da es in der heutigen Zeit üblich ist, im Laufe des Lebens mehrere Beziehungen zu führen und offen über vergangene Partnerschaften zu sprechen, ist das Potenzial für Vergleiche mit ehemaligen Partnern höher als noch vor einigen Jahrzehnten. Zudem erleichtern soziale Medien den Zugang zu Informationen über frühere Partner, was negative Vergleichsprozesse begünstigen kann.
Besonders anfällig für das Rebecca-Syndrom sind auch Personen in Patchwork-Familien, da der Kontakt zu früheren Partnern oft nicht vollständig vermieden werden kann. Dies kann die Bewältigung des Rebecca-Syndroms zusätzlich erschweren.

## Umgang und Therapieansätze
Das Rebecca-Syndrom kann auch stabile Partnerschaften belasten, indem es Intimität und Vertrauen verringert oder sogar zum Ende der Beziehung führt. Ein zentraler Ansatz zur Bewältigung übermäßiger Eifersucht ist offene Kommunikation, in der Ängste und Unsicherheiten aktiv thematisiert werden. Die Psychologin Dr. Goddard-Crawley empfiehlt zudem, sich mit den dem Rebecca-Syndrom zugrunde liegenden Bindungsängsten auseinanderzusetzen. Um eine vertrauensvolle Beziehung aufzubauen, sollten sich beide Partner gegenseitige Verlässlichkeit signalisieren, Absprachen einhalten und zeigen, dass sie die persönlichen Grenzen des jeweils anderen respektieren. Auf diese Weise können Stabilität und Harmonie in der Partnerschaft gefördert werden.
Zudem kann ein offener Austausch in der Partnerschaft über die Emotionen, zugrunde liegende Unsicherheiten und Ängste dazu beitragen, das gegenseitige Verständnis zu stärken und zukünftige Konflikte zu vermeiden. Der Psychotherapeut Toby Ingham empfiehlt außerdem, auf übermäßiges Nachfragen über die Vergangenheit des Partners zu verzichten, um so präventiv gegen das Risiko für Eifersucht vorzugehen. Vor allem intime Details über die Vergangenheit des Partners können im Nachhinein negative Auswirkungen auf die neue Beziehung haben.

### Bewältigungsstrategien
Zunächst ist es für Betroffene wichtig, sich die eigenen Eifersuchtsgefühle einzugestehen. Dafür können verschiedene Strategien angewendet werden, um sich aktiv mit der Eifersucht auseinanderzusetzen, beispielsweise:
- Selbstreflexion
- Aufschreiben der Gedanken
- Gespräche mit vertrauten Personen

Mildere Formen des Rebecca-Syndroms können durch diese Strategien oft bereits abgemildert werden. Persistieren die Eifersuchtsgefühle jedoch und beeinflussen den Alltag stark, sollte eine psychotherapeutische Behandlung in Betracht gezogen werden. In diesem Rahmen können tieferliegende Ursachen aufgearbeitet und Strategien zur emotionalen Regulation entwickelt werden.